# La cuccagna (film 1962)
La cuccagna è un film italiano del 1962 diretto da Luciano Salce.

## Trama
Roma. Rossella ha finito da poco la scuola superiore ed è stanca di stare in casa ad aspettare il futuro e un matrimonio. Vive  in una tipica famiglia media italiana: la sua unica distrazione è guardare Carosello in TV. Decisa a cercare lavoro, risponde a un annuncio come dattilografa: da qui in avanti, percorrerà diverse strade senza però riuscire a ottenere la gratificazione che cercava.
L'unico a starle vicino è il fratello, la cui omosessualità è insieme palese e taciuta. Rossella sperimenta l'altra faccia del boom economico: affaristi senza scrupoli, approfittatori, faccendieri con l'ossessione delle apparenze, lavori ai margini della comprensione e della rispettabilità, ed il miraggio dei soldi facili. Viene anche arrestata, ma rilasciata quasi subito.
Alla fine Rossella riesce perlomeno a trovare amore e comprensione nel giovane Giuliano, idealista ma inconcludente, spaventato per la chiamata alla leva militare obbligatoria che ha appena ricevuto. I due giovani progettano anche il suicidio, che servirà forse da protesta sociale: in un campo militare per le esercitazioni si nascondono vicino a un bersaglio con l'intenzione di farsi colpire. Arrivati sul posto, però, l'esercitazione è grottesca e del tutto inconcludente: nessuno dei bersagli viene colpito, anche se i militari si congratulano comunque tra loro.
Nei due giovani però l'istinto di sopravvivenza ha avuto la meglio e fuggono da quel luogo per andare a camminare sulla spiaggia vicina.

## Produzione
Salce si disse soddisfatto di questo film girato «con la macchina a mano», in cui, secondo lui, si vede una Roma generalmente trascurata dal cinema: «la grande Roma di mezzo, quella dei ceti medi, degli impiegati, dei pensionati, quella dei vecchi casermoni dei Prati e di quelli "moderni" di Monte Verde Nuovo». Il suo film è dedicato a questa fetta della città e, diceva il regista, sfiora «le illusioni e disillusioni dell'immensa tribù dei "servi dello stato", sempre in attesa della fortuna, e che oggi [1962] è frastornata e illusa dal mito della ricchezza facile e alla portata di tutti».

### Cast
Si tratta di uno dei pochi film interpretati da Donatella Turri, che si ritirerà dal cinema a nemmeno 25 anni, alla fine degli anni Sessanta, e sarà poi ricordata soprattutto come «Brigitte Bardot sardo-veneta» per via della sua “seconda vita” dedicata agli animali.
Al suo fianco c'è il cantautore Luigi Tenco, all'epoca non ancora famoso (aveva appena pubblicato il suo primo 45 giri), che nel film canta due canzoni con musica di Ennio Morricone e testo di Luciano Salce (Quello che conta e Tra la gente), ma anche La ballata dell'eroe dell'amico Fabrizio De André, anche lui non ancora famoso. È curioso e triste notare come nel film i due giovani protagonisti tentino senza riuscirci il suicidio, mentre pochi anni dopo, nel 1967, Tenco ci riuscirà davvero nella vita reale (almeno secondo la versione ufficiale, non da tutti accettata).
Compaiono anche, in alcuni camei: Ugo Tognazzi nel ruolo di un automobilista in Maserati, Liù Bosisio nel ruolo di una suora, Milena Vukotic in un gruppo di persone che passeggia e lo stesso regista Luciano Salce nel ruolo di un comandante dell'esercito.

## Accoglienza

### Critica
Il film non fu molto apprezzato dalla critica. Attilio Riccio scriveva di preferirgli l'altro film di Salce dello stesso anno, La voglia matta, più piacevole e più "giovane". D'accordo con lui Leandro Castellani, secondo il quale La cuccagna si riduce a «sketches a sé stanti più che pagine di un racconto omogeneo: il Salce di La voglia matta era autore di idee oltre che di costume, quello di La cuccagna no».
Piacque però a tutti il personaggio di Rossella (Donatella Turri), filo conduttore tra i diversi episodi con la «sua presenza viva, concreta. Colta con freschezza e genuinità di tratti nell'età in cui non si è più ingenui e non si è ancora scettici, Rossella riflette, senza falsi stupori ma con intatta possibilità di reazione, inquietudini, incertezze, miraggi, sbandamenti di una generazione che è insieme vittima e giudice del nostro tempo».
In ogni caso, come scriverà Enrico Giacovelli, «se la protagonista è mezza all’antica e mezza à la page, mezza contemporanea e mezza eterna, tutto moderno è il film di Salce con il suo stile arrabbiato, ricco e nervoso, da Nouvelle Vague: un gradino più su, nonostante qualche scivolone nella volgarità, di quello medio della commedia all’italiana».

## Distribuzione
Il film è stato proiettato per la prima volta in pubblico il 29 settembre 1962 (visto censura n. 38262 del 15 settembre 1962).